# Вилюкса
Вилюкса — река в России, протекает по территории Прионежского района Карелии и по границе Прионежского района с Подпорожским районом Ленинградской области.
Исток — небольшое озеро Вердямозеро северо-восточнее Матвеевой Сельги. Перед устьем принимает правый приток — Каллешь. Устье реки находится в 5 км от устья Муромли по левому берегу. Длина реки составляет 20 км.

## Данные водного реестра
По данным государственного водного реестра России относится к Балтийскому бассейновому округу, водохозяйственный участок реки — Свирь без бассейна Онежского озера, речной подбассейн реки — Свирь (включая реки бассейна Онежского озера). Относится к речному бассейну реки Нева (включая бассейны рек Онежского и Ладожского озера).
Код объекта в государственном водном реестре — 01040100712102000012318.